# 부산광역시기
부산광역시기는 대한민국 부산광역시를 상징하는 기이다. 현재 사용되고 있는 기는 2023년 5월 17일에 제정되었다.

## 디자인
하얀색 바탕 가운데에 부산광역시의 공식 로고가 그려져 있고 로고 하단에 "부산광역시"(한국어), "BUSAN METROPOLITAN CITY"(영어)라는 글자가 쓰여져 있다. 부산광역시청은 2023년 2월 28일부터 3월 8일까지 디자인 시민 선호도 온·오프라인 조사를 진행했다. 부산광역시청은 2023년 3월 10일에 열린 도시브랜드위원회에서 부산광역시의 새로운 도시 브랜드 및 슬로건 디자인을 확정했다. 2023년 3월 21일에는 벡스코 컨벤션홀에서 부산광역시 브랜드 선포식을 거행했다.
부산광역시청은 부산광역시의 현행 로고 디자인에 대해 다음과 같이 설명했다.
- 부산(Busan)의 영어 이니셜인 B, S를 모티브로 하여 부산의 가치와 비전을 상징화했으며 인공지능 이미지를 접목한 3차원(3D) 입체 로고라는 점이 특징이다.
- 자주색-마젠타, 파란색-시안 색상 간의 조합은 부산 시민의 포용과 화합을 나타낸다. 입체적인 색감은 부산의 과거, 현재, 미래가 부드럽게 연계되어 있는 모습을 나타낸다.

### 색상
| 색상    | 하양 (White) | 시안 (Busan Flobal Light blue) | 자주 (Busan Open Violet) | 파랑 (Busan Original Blue) | 마젠타 (Busan Dynamic Magenta) | 회색 (Gray) |
| ------- | ------------ | ------------------------------ | ------------------------ | -------------------------- | ------------------------------ | ----------- |
| CMYK    | 0–0–0–0      | 90–30–0–0                      | 75–100–0–0               | 100–80–0–0                 | 0–100–0–0                      | 0–6–5–66    |
| RGB     | 255–255–255  | 26–179–255                     | 64–0–255                 | 0–51–255                   | 255–0–255                      | 87–81–82    |
| 웹 색상 | #FFFFFF      | #1AB3FF                        | #4000FF                  | #0033FF                    | #FF00FF                        | #575253     |

## 과거의 기

### 제1대 기 (1962년 ~ 1995년)

부산직할시기 (1962년 5월 31일 ~ 1995년 4월 10일)

부산직할시는 1962년 5월 31일부터 1995년 4월 10일까지 파란색 바탕 가운데에 승리, 발전을 뜻하는 V자 문양, 부산을 뜻하는 자음 ㅂ자·ㅅ자가 결합된 문양, 부산을 상징하는 오륙도 문양이 결합된 금색 로고가 그려진 기를 사용했다.
| 색상    | 파랑       | 금색       |
| ------- | ---------- | ---------- |
| CMYK    | 73–62–0–44 | 0–7–63–9   |
| RGB     | 38–54–142  | 233–216–87 |
| 웹 색상 | #263F8E    | #E9D857    |

### 제2대 기 (1995년 ~ 2023년)

부산광역시기 (1995년 4월 11일 ~ 2023년 5월 16일)

부산광역시청은 1995년 3월 28일에 부산광역시의 새로운 로고를 제정했다. 부산광역시청은 1995년 1월 1일을 기해 시행된 부산직할시에서 부산광역시로의 명칭 변경, 부산광역시의 행정 구역 확장, 1995년 6월 27일에 실시된 제1회 전국동시지방선거, 지방자치·세계화 시대에 걸맞는 현대 감각을 가진 로고 디자인을 제정했다고 밝혔다. 또한 파란색 바탕 가운데에 부산광역시의 은색 로고가 그려진 기를 제정했다.
부산광역시의 제2대 로고는 1995년 4월 11일부터 2023년 5월 16일까지 사용되었다. 부산광역시청은 부산광역시의 제2대 로고 디자인에 대해 다음과 같이 설명했다.
- 부산의 상징인 갈매기와 오륙도, 부산의 산·강·바다를 담은 삼포지향(三抱之鄕)의 이미지를 표현했다.
- 마름모 모양을 띤 사각형은 균형과 역동성을 뜻한다.
- 상단에 있는 삼각형은 부산에 위치한 산, 우주, 공간, 창조를 뜻한다.
- 하단에 있는 삼각형은 부산을 흐르는 강과 바다, 도시의 배경을 뜻한다.
- 하단에 있는 물결 문양은 세계와 미래로 뻗어 가는 부산의 힘찬 기상을 뜻한다.

1995년 4월 11일부터 2023년 5월 16일까지 사용된 부산광역시의 로고

| 색상    | 파랑        | 은색        | 하양        |
| ------- | ----------- | ----------- | ----------- |
| CMYK    | 100–50–0–42 | 0–0–0–27    | 0–0–0–0     |
| RGB     | 0–75–149    | 187–187–187 | 255–255–255 |
| 웹 색상 | #004B95     | #BBBBBB     | #FFFFFF     |

## 같이 보기
- 부산광역시의 상징

## 참고자료
- 자치법규정보시스템 - 부산광역시 상징물 관리 조례